# Воздвиженский сельсовет (Саракташский район)
Воздвиженский сельсовет — сельское поселение в Саракташском районе Оренбургской области Российской Федерации.
Административный центр — село Воздвиженка.

## История
Статус и границы сельского поселения установлены Законом Оренбургской области от 2 сентября 2004 года № 1424/211-III-ОЗ «О наделении муниципальных образований Оренбургской области статусом муниципального района, городского округа, городского поселения, установлении и изменении границ муниципальных образований»

## Население
| 2010  | 2012  | 2013  | 2014  | 2015  | 2016  | 2017  |
| ----- | ----- | ----- | ----- | ----- | ----- | ----- |
| 1595  | ↘1583 | ↘1571 | ↘1564 | ↘1553 | ↘1548 | ↘1529 |
| 2018  | 2019  | 2020  | 2021  |       |       |       |
| ↘1521 | ↘1489 | ↘1470 | ↘1459 |       |       |       |

## Состав сельского поселения
| № | Населённый пункт | Тип населённого пункта       | Население |
| - | ---------------- | ---------------------------- | --------- |
| 1 | Воздвиженка      | село, административный центр | 977       |
| 2 | Ирек             | село                         | 103       |
| 3 | Сапёрка          | хутор                        | ↘0        |
| 4 | Шишма            | село                         | 515       |